# 김부영
김부영(金富永, 1966년 4월 7일~2023년 1월 9일)은 대한민국의 정치인이다. 제54대 창녕군수를 지냈다.

## 학력
- 고등학교 졸업학력 검정고시 합격
- 부산대학교 법과대학 법학 학사
- 경상대학교 행정대학원 행정학 석사

## 경력
- 창녕군 고암면 계팔리 이장
- 창녕군체육회 사무차장
- 고암면 새마을협의회장
- 한나라당 중앙위원회 상임위원
- 2010.07~2014.06: 제9대 경상남도의회 의원
- 2014.07~2018.06: 제10대 경상남도의회 의원
- 새누리당 경남도당 대변인
- 2022.07~2023.01: 제54대 민선 8기 경상남도 창녕군수

## 생애

### 사망
국민의힘 탈당 후 무소속 출마한 53대 창녕군수 한정우의 표 분산을 위해 제8회 전국동시지방선거의 창녕군수 선거에서 지인 김형택 행정사를 더불어민주당 후보로 출마하도록 몰래 금전 지원했다는 혐의를 받았다. 이 선거에서 김형택 행정사는 의혹이 제기되자 출마를 포기했고 더불어민주당은 새로운 후보를 공천하여 지방선거가 치러진 바 있다. 김부영 군수 당선인은 취임하여 직무를 수행하다가 기소되자 자살했다. 김부영 군수에 대한 혐의는 공소권 없음으로 종결되었으나, 생존한 관련자들에 대한 재판은 계속되고 있다.

## 역대 선거 결과
|  | 51.93% |

|  | 0% |

|  | 49.59% |

| 전임 한정우 | 제54대 경상남도 창녕군수 2022년 7월 1일~2023년 1월 9일 | 후임 (권한대행)조현홍 성낙인 |